# 新佳木苏木
新佳木苏木，是中华人民共和国内蒙古自治区兴安盟科尔沁右翼中旗下辖的一个乡镇级行政单位。

## 行政区划
新佳木苏木下辖以下地区：
新佳木嘎查、浩力保嘎查、界力伯嘎查、贝子府嘎查、三家子嘎查、哈巴斯台嘎查、巴彦套海嘎查、杰仁达巴嘎查、哈日巴达嘎查、准太本嘎查、新发嘎查、阿日本格热嘎查、赛音温都热嘎查和种畜场。